# 關則輝
關則輝，MH，JP（1959年7月—），香港資深公共關係從業者，歷任多個企業的公關及傳訊部門高層、企業管理層。民政及青年事務局轄下之「社區投資共享基金」委員會主席。

## 背景
關則輝成長於黃大仙慈雲山邨，父親於銀行當保安員。關則輝於1966年入讀慈雲山邨聖鮑思高學校小二年級，中學就讀於一所私立中學（中一及中二）及中華基督教會協和書院（中三至中七），首次參加香港高級程度會考時考獲 1C3D 的成績。
1987年畢業於香港大學文學院。
1990年加入中華巴士（中巴）負責公共事務工作。兩年後轉職至國泰航空，離任前為企業傳訊部經理。
1995年與多位公關從業者創立業界主要組織之一香港公共關係專業人員協會。
1998年，中巴的巴士路線專營權結束，當時有意競投專營權的新世界第一巴士（新巴）羅致曾於中巴工作的關則輝加入，後新巴投得專營權。自此關則輝於新巴及其母系之新創建集團、新世界發展任職多年，晉升至新世界發展的集團企業事務總監。
2011年轉投恒隆地產，除掌管傳訊部門外，入職後不久亦兼管投資者關係部門，及後晉升至傳訊及投資者關係董事。
公職方面，曾獲委任為廉政公署社區關係市民諮詢委員會的成員。2005年獲香港政府委任為「社區投資共享基金」委員會委員，至2017年起獲任為該委員會副主席，至2019年起獲任為該委員會主席。
學術方面，約2019年起於香港理工大學中文及雙語學系任教中英企業傳訊文學碩士學位課程。
2022年初宣佈於商界退休，但仍繼續出任公職及任教於理大。

## 軼事
兩度任職於巴士公司的關則輝，於2000年考獲巴士駕駛執照，以體驗巴士車長工作。

## 曾處理公關個案
- 1993年國泰航空工潮[8]
- 2016年淘大工業村迷你倉大火[13]